# Jindřich Pruský (1900–1904)
Princ Jindřich Viktor Ludvík Fridrich Pruský (německy: Heinrich Viktor Ludwig Friedrich; 9. ledna 1900 – 26. února 1904) byl třetí syn a nejmladší dítě prince Jindřicha Pruského a princezny Ireny Hesensko-Darmstadtské, a tedy vnuk německého císaře Fridricha III. z otcovy strany a pravnuk královny Viktorie z matčiny i otcovy strany. Trpěl hemofilií a zemřel ve věku čtyř let.

## Život
Princ Jindřich se narodil 9. ledna 1900 v Kielu. Jeho otec měl radost z narození dalšího syna, zvláště tak hezkého, neboť princ měl světlé vlasy. Novorozený princ okamžitě obdržel titul pruský princ a 15. března 1900 byl na zámku v Kielu pokřtěn jako Heinrich Viktor Ludwig Friedrich. Jeho staršími bratry byli princ Waldemar a princ Zikmund. Jindřich byl pojmenován na počest svého otce. Princi byla v dětství diagnostikována hemofilie, ale navzdory tomu byl velmi veselým a živým chlapcem.

## Úmrtí
Dne 25. února nechala princezna Irena Jindřicha na několik minut bez dozoru, zatímco si šla pro něco do obchodu. Hravý princ vylezl na židli a pak vylezl na stůl. Když uslyšel, že se matka blíží, pokusil se rychle slézt dolů, ale při pokusu slézt ze židle zakopl a spadl na podlahu hlavou napřed. Začal křičet, což okamžitě upoutalo princezninu pozornost. Než k němu dorazila, bylo dítě téměř v bezvědomí. Lékař řekl, že pád nebyl tak hrozný a dítě by přežilo, kdyby netrpělo hemofilií. Při tomto stavu však bylo jisté, že malý princ zemře. Došlo u něj ke krvácení do mozku. Následujícího dne, 26. února, zemřel. Byly mu čtyři roky.

## Následky
Předčasná smrt prince Jindřicha princeznu Irenu velmi zasáhla a uzavřela se do sebe. Jeden z jeho starších bratrů, princ Waldemar, měl také hemofilii. Dožil se 56 let a byl ženatý, bezdětný. Prostředního sourozence, prince Zikmunda, nemoc nepostihla.